# Teučežskij rajon
Il Teučežskij rajon (in russo Теучежский район?) è un municipal'nyj rajon della Repubblica autonoma dell'Adighezia, in Russia. Occupa una superficie di circa 710 chilometri quadrati, ha come capoluogo Ponežukaj e ospitava nel 2010 una popolazione di 19.444 abitanti.

## Villaggi
- Vočepšij